# Predbalkan
Predbalkan (bulgariska: Предбалкан) är kullar i Bulgarien.   De ligger i regionen Gabrovo, i den centrala delen av landet, 140 km öster om huvudstaden Sofia.
I omgivningarna runt Predbalkan växer i huvudsak lövfällande lövskog. Runt Predbalkan är det ganska glesbefolkat, med 31 invånare per kvadratkilometer.